# Гола (Грчка)
Гола (грч. Κορυφή, Корифи) је насељено место у општини Кукуш у периферији Средишња Македонија, Грчка. Према попису из 2021. године било је 65 становника.
Према секретару Бугарске егзархије Димитру Мишеву, у Голи је 1905. године живело 120 Словена хришћана и радила је бугарска школа. Током Првог светског рата село је настрадало а становништво је принудно пресељено у околину Струмице, претежно село Нова Махала. На њихово место су насељене грчке избеглице, којих је на попсиу из 1928. године било 122.